# Thomsonfly
Thomsonfly  (code AITA : BY, code OACI : TOM) était une compagnie aérienne britannique. Elle faisait partie du plus grand groupe de tourisme au monde, le groupe TUI, basé à Hanovre.
Créée en 1962 sous le nom de Euravia, elle prendra le nom de Britannia Airways deux ans plus tard et intégrera le groupe touristique Thomson en 1965. 
En 2005, elle sera renommée en Thomsonfly pour correspondre à la nouvelle stratégie du groupe. Afin de regrouper toutes ses activités aériennes sous un même nom, la plus grande flotte de loisirs d'Europe sera regroupé sous l'alliance TUIfly. Elle fusionne en 2008 avec First Choice Airways et devient Thomson Airways.

## Historique

Logo de Britannia Airways

- 1962 : création de Euravia, vols avec des appareils Lockheed Constellation
- 1964 : la compagnie se renomme Britannia Airways après l'achat d'avion du type Bristol Britannia
- 1965 : rachat par le groupe touristique Thomson
- 1988 : Thomson Travel acquiert la société Horizon Travel et sa compagnie aérienne Orion Airways. Celle-ci sera intégrée dans Britannia Airways
- 1997 : Britannia GmbH, une filiale allemande est créée, mais celle-ci sera fermée en 2001
- 1998 : Thomson Travel acquiert la société scandinave Fritidsresor Group et sa compagnie aérienne Blue Scandinavia. Celle-ci sera renommée en Britannia Airways AB.
- 2000 : Rachat de Thomson Travel par le groupe TUI
- 2005 : Britannia Airways est renommée en Thomsonfly à l'instar des autres compagnies du groupe (Jetairfly, Corsairfly, Hapagfly, Arkefly, Britanniafly)
- 2008 : fusion avec First Choice Airways et changement de nom pour devenir Thomson Airways

## Flotte
La flotte de Thomsonfly était composée de 46 appareils au moment de la fusion en 2008 :

## Galerie

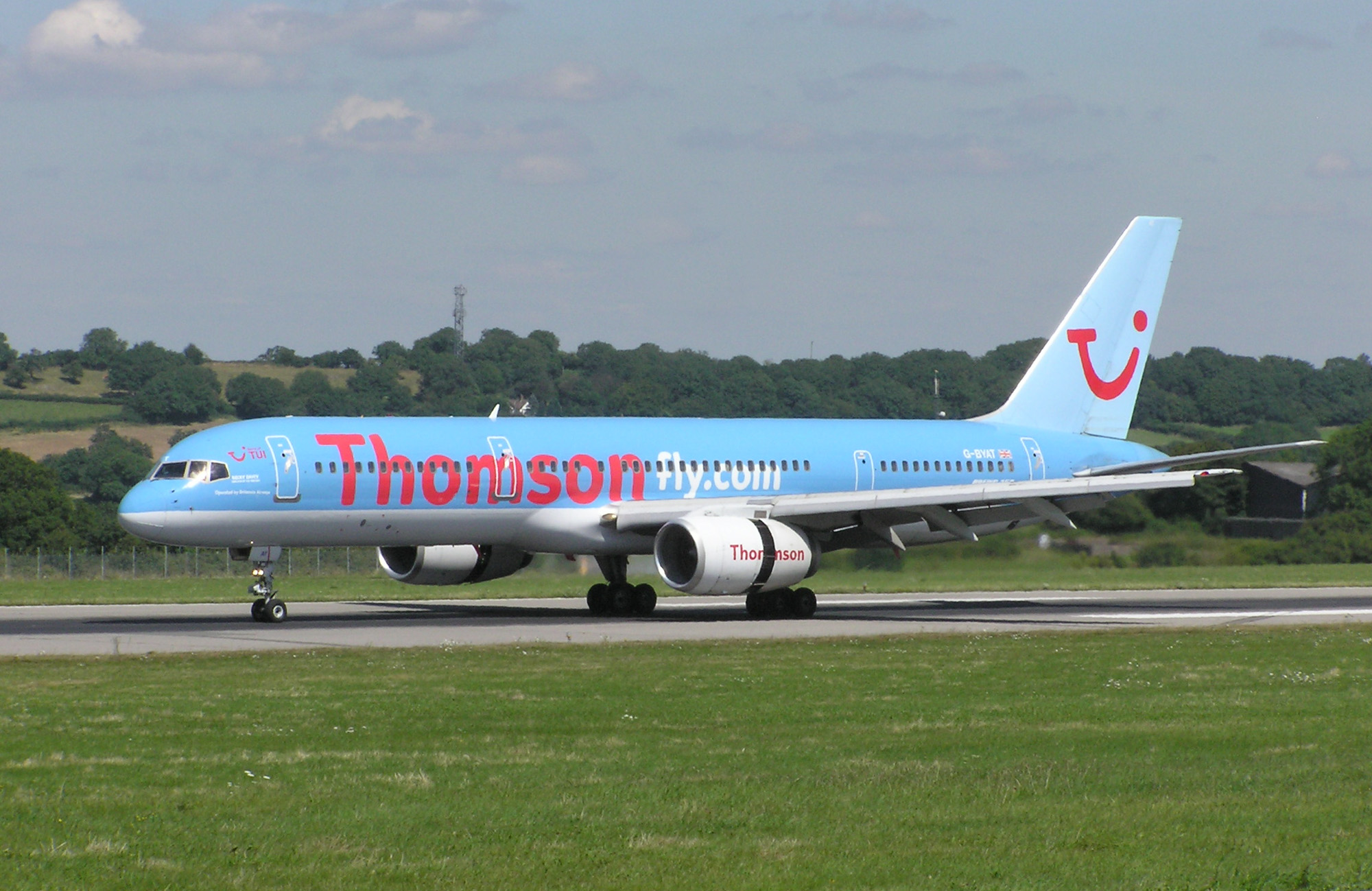
Thomsonfly Boeing 757-200 (août 2005)
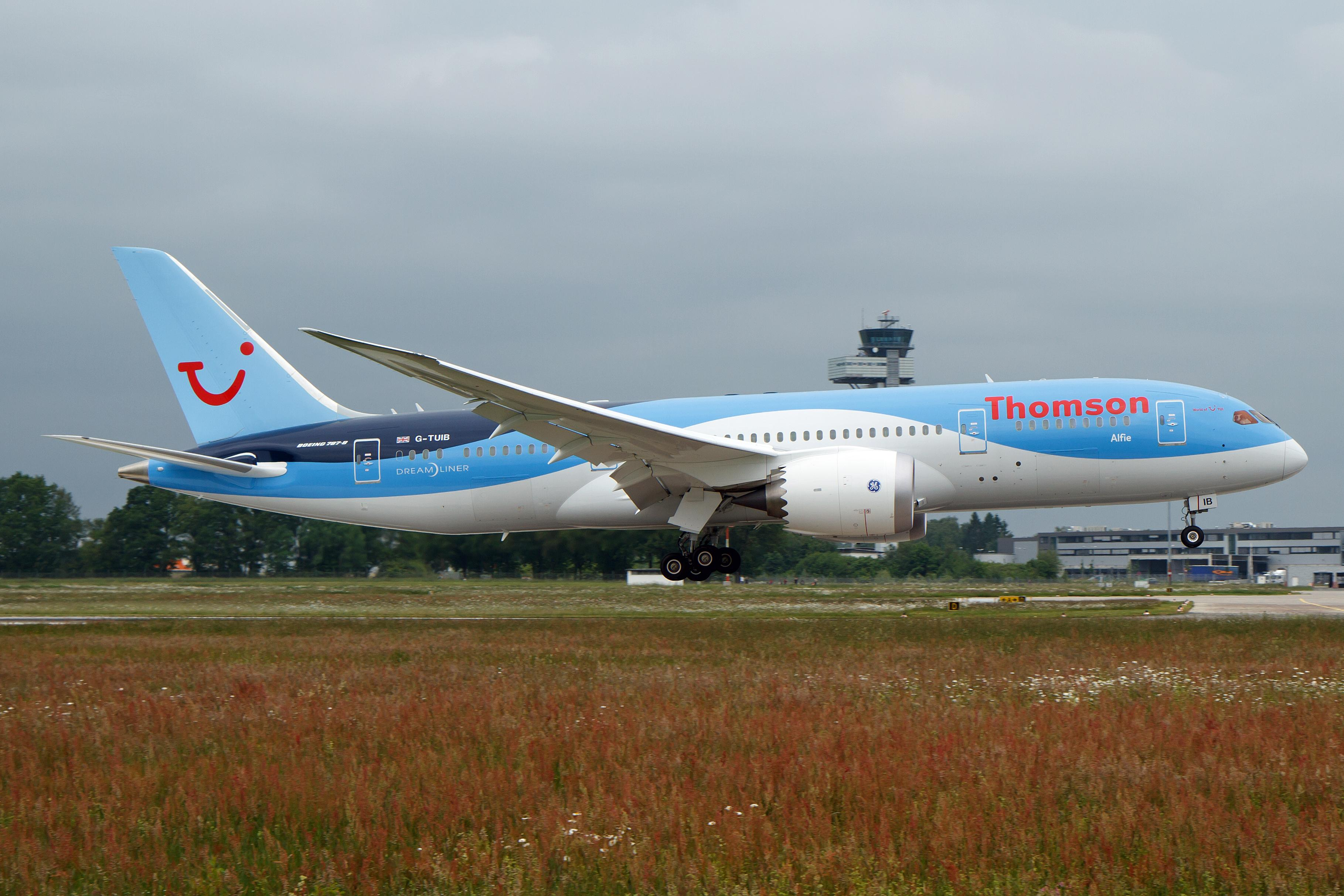
Dreamliner 787-8
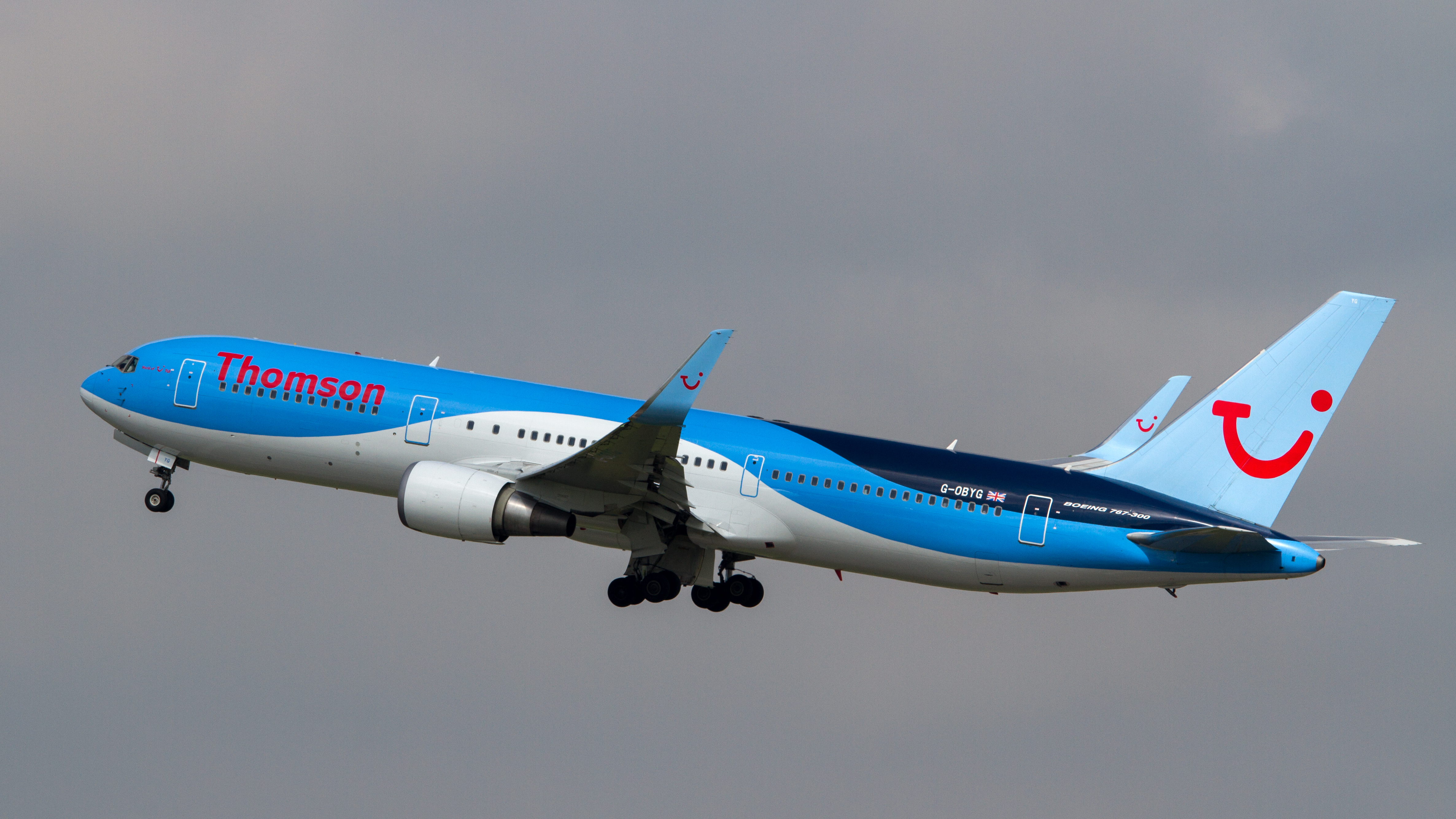
Nouvelle livrée d'un 767-300ER